# Patrickova vesmírná základna
Patrickova vesmírná základna (anglicky Patrick Space Force Base; kód IATA je COF, kód ICAO KCOF, kód FAA LID COF) je vojenská letecká a kosmická základna Vesmírných sil Spojených států amerických nacházející se mezi Satellite Beach a Cocoa Beach na Floridě.
Je domovskou základnou 45. vesmírného křídla (45th Space Wing), které má na starost správu nosných raket Delta IV a Atlas V a zajišťuje všeobecnou podporu vesmírných programů agentury NASA. Pod správu 45 SW navíc spadají i Cape Canaveral Space Force Station spolu s Eastern Test Range, nacházející se na mysu Canaveral. Na Patrickově základně dále sídlí 920. záchranné křídlo (920th Rescue Wing), jehož úkolem je provádění pátracích a záchranných operací (anglicky search and rescue) v případě potřeby, a to v globálním měřítku.
Obsluhu základny zajišťuje přes 10 000 zaměstnanců z řad amerických ozbrojených složek i civilního obyvatelstva.